# Wikitravel

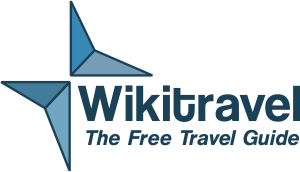
logo projektu Wikitravel

Wikitravel je projekt, jehož cílem je vytvořit otevřenou, úplnou, aktuální a praktickou cestovní příručku přístupnou na internetu, případně i v tištěné podobě. Pro vytváření článků používá koncept wiki podobně jako Wikipedie; na jejich psaní spolupracují cestovatelé z celého světa. Články mohou popisovat jakoukoliv zeměpisnou úroveň od světadílů či kontinentů přes státy až po města a obce. Články jsou uspořádány hierarchicky a propojeny pomocí odkazů. Projekt existuje v několika jazykových verzích, ale čeština mezi nimi doposud chybí (červen 2024).

## Časová osa
- červenec 2003 – vznik projektu
- 23. prosince 2005 – dosaženo 10 000 článků ve všech jazykových verzích
- 11. června 2006 – 10 000 článků v anglické verzi
- 29. září 2006 – 20 000 článků ve všech jazykových verzích
- 20. dubna 2006 – projekt se stal součástí firmy Internet Brands, což později vedlo k zavedení reklamy a k založení forku Wikivoyage nespokojenými editory německé verze
- 20. duben 2007 – 30 000 článků ve všech jazykových verzích
- 1. květen 2007 – projekt Wikitravel byl oceněn cenou Webby Award for Best Travel Website
- 27. květen 2007 – 15 000 článků v anglické verzi
- 1. únor 2008 – vydána první tištěná verze průvodce (nakladatelství Wikitravel press)
- 21. srpen 2009 – dosaženo 50 000 článků ve všech jazykových verzích